# Kaindorf an der Sulm
Kaindorf an der Sulm est une ancienne commune autrichienne du district de Leibnitz en Styrie.
Elle a été rattachée à la municipalité de Leibnitz le 1er janvier 2015.